# 이태석 (축구 선수)
이태석(李太錫, 2002년 7월 28일 ~ )은 대한민국의 축구 선수로 포지션은 왼쪽 풀백, 왼쪽 측면 미드필더이다. 현 오스트리아 분데스리가 아우스트리아 빈 소속이다.

## 국가대표팀 경력
2024년 11월 4일 대한민국 축구 국가대표팀의 감독 홍명보에 의해 처음으로 성인 국가대표팀에 발탁되었다. 이후 14일 쿠웨이트와의 월드컵 3차 예선 경기에서 이명재의 교체 선수로 경기에 출전하여 국제 A매치에 데뷔했다.

## 수상

### 구단

#### 포항 스틸러스
- 코리아컵
  - 우승 1회 : 2024

## 개인사
2002년 FIFA 월드컵에 참가한 축구 선수였던 이을용의 첫째 아들이다.
날아라 슛돌이 3기 출신으로 당시 이강인, 서요셉, 김성민 등과 함께 출연하였다.

## 참고 자료
- 이태석, ‘이을용의 아들’로 사는 법